# Fiera di Francoforte
La fiera di Francoforte è, per ampiezza di superficie, la seconda più grande al mondo dopo la Fiera di Hannover. La storia della fiera risale al XII secolo. Oggi ospita decine di eventi, fra cui la Fiera del libro di Francoforte. Oggi gli eventi del polo fieristico di Francoforte sono gestiti dalla società Messe Frankfurt GmbH, che organizza eventi in 175 Paesi.

## Il centro fieristico
La fiera di Francoforte è, per ampiezza di superficie, la seconda più grande al mondo dopo quella di Hannover. I suoi 592.127 m² di superficie offrono 366.637 m² di spazio espositivo in dieci padiglioni e ulteriori 96.078 m² di spazi esterni.
Il complesso fieristico è situato nella parte Ovest della città di Francoforte, tra i quartieri di Bockenheim e Westend-Süd. A Sud confina con il quartiere di Gallus, una zona in forte via di sviluppo con il nuovo Europaviertel, e ad Ovest con la zona residenziale di Kuhwaldsiedlung. La fiera è collegata, inoltre, con l'autostrada 648 e l'adiacente zona di Rebstock offre un'ampia area parcheggio. Con il trasporto pubblico la fiera è raggiungibile via metro (linea U4), tram (linea 16) e treno regionale (linee S3, S4, S5, S6). La fermata della ferrovia regionale è situata nella Torhaus e si trova al centro del quartiere fieristico.

## Architettura
Architetti di fama internazionale come Martin Schoenmakers, Oswald Mathias Ungers, Helmut Jahn und Nicholas Grimshaw hanno contribuito all'attuale volto del centro fieristico francofortese, che si inserisce nell'architettura moderna della città. Il nucleo originario e primo edificio della fiera di Francoforte è la Festhalle, una costruzione a cupola in vetro e acciaio risalente al 1909. Progettata dall'architetto bavarese Friedrich von Thiersch è stata costruita in soli 23 mesi. 
Mentre nel periodo tra le due guerre e nell’immediato dopoguerra gli edifici della fiera erano principalmente di tipo funzionale, inizia con la costruzione della Torhaus nel 1984 una nuova era architettonica per il quartiere fieristico. A partire da questo momento le costruzioni saranno caratterizzate da un design moderno e innovativo, rendendo lo stile architettonico della fiera di Francoforte unico nel suo genere. La fase di riprogettazione del centro fieristico si conclude nel 1982 con la ristrutturazione del padiglione 9 e della Galleria. Alla fine degli anni '80 risalgono il padiglione 1 e l'ingresso principale. Nel 1996 segue la costruzione del Congress Center e dell'annesso Maritim Hotel.
Con l'acquisizione di una parte dell'ex scalo merci ferroviario la fiera ha la possibilità di espandersi ulteriormente di 11 ettari in direzione Sud-Ovest. Sorgono così il padiglione 3, il Forum, la nuova dépendance e il Cargo Center. Nell'Ottobre del 2007 vengono poste le basi per la costruzione del padiglione 11 e del nuovo ingresso del Portalhaus, conclusa nel Giugno del 2009. Nel 2014 diventa attivo il nuovo Operation & Security Center e vengono inaugurati il nuovo quartiere abitativo Europaviertel e un secondo centro congressi. Per l'autunno del 2018 è prevista l'apertura di un nuovo padiglione, la “Halle 12”, e l'ampliamento dell'annessa Via Mobile West.

## Medioevo e Rinascimento
La posizione geografica strategica di Francoforte ha permesso alla città di trasformarsi in un'eccezionale piazza commerciale. Già ai tempi del Medioevo il fiume Meno era un'importante via di trasporto delle merci. Affluendo nel Reno rendeva possibile il collegamento tra le zone commerciali della Germania del Sud e la lega anseatica nel Nord. Per via terrestre si incrociavano qui grandi vie di comunicazione, che collegavano la città con la Bassa Sassonia, la Turingia, il Sud-Ost della Germania fino al Nord Italia e ai Balcani.
Già i carolingi seppero sfruttare questa posizione strategica per scopi politici con la costruzione del castello imperiale di Ludovico I, detto Ludovico il Pio. Dopo una breve periodo di decadenza, nel XII secolo il paesino di Königsburg sul Meno iniziò a espandersi fino a raggiungere le dimensioni di una città. 
Di una fiera avvenuta nella zona dell'attuale Francoforte viene fatto accenno per la prima volta nei Commenti del Talmud, un libro sacro ebraico, risalenti al 1150, scritti dallo scrittore ebreo Eliezer ben Nathan a Magonza. 
Nel 1152 Federico Barbarossa scelse la città come importante centro di potere per il suo impero. Documenti della città di Worms risalenti all'XI secolo descrivono Francoforte come l'unico centro doganale del Meno.
Nella ancora attuale definizione di Jean Bodin del 1953 si parla di fiera in occasione di un “grande raduno organizzato di commercianti di regioni lontane che si ripete regolarmente”. L'usanza di richiedere il pagamento del dazio sette giorni prima e sette giorni dopo Ferragosto nel XII secolo è un indizio della periodicità dell'evento. La successiva esenzione dal pagamento del dazio per i commercianti della Germania del Sud corrisponde anche al criterio delle regioni lontane.
Oltre a queste condizioni generali dovevano esserci naturalmente merci da negoziare. Grazie alla bonifica della zona del Meno e del Reno incominciò ad esserci una sovrapproduzione di prodotti agricoli, che venivano commerciati in quella che poi venne denominata Fiera d'autunno al termine del periodo di raccolta il giorno di Ferragosto. Da Costantinopoli arrivavano beni di lusso dall'Oriente che venivano commerciati in tutto il centro Europa.
L'imperatore Federico II, dal suo accampamento di guerra in Ascoli Piceno, conferì l'11 Giugno 1240 il privilegio di una scorta per i viaggiatori che si dirigevano verso Francoforte per la fiera. Negli annuali dell'abbazia di San Bartolomeo, oggi Duomo di Francoforte sul Meno, sono registrati già dal 1270 i nomi di commercianti provenienti da Francia, Italia, Ungheria, Boemia e Polonia.
La progressiva apertura commerciale dell'Europa dell'Est portò ad un ampliamento del commercio europeo. Le fiere della regione dello Champagne persero di importanza per dare spazio ad altre piazze come Bruges, Gand, Chalon-sur-Saône, Ginevra e successivamente anche Lione, Parigi, Padova e Brabante.
Tra le fiere di questo periodo divenne quella di Francoforte di grande importanza. Non solo per la fiera d'autunno ma anche per, a partire dal 1330,le fiera della Quaresima e di primavera. Quest' ultima fu concessa per la prima volta il 25 Aprile 1330 ed è era dedicata principalmente a prodotti invernali come lana e vino. Anche questa fiera durava 14 giorni. I visitatori erano anche per gli otto giorno prima e dopo la fiera, ovvero durante i viaggi di arrivo e di partenza, sotto la protezione del regno. Per tutte le fiere valeva il privilegio della libertà di commercio.
Nel 1337 la città di Francoforte si assicurò l'esclusività nell’organizzazione di fiere dell'intera zona del Reno-Meno e nel 1385 il consiglio cittadino stipulò un contratto con l'arcivescovo di Magonza per la sicurezza nelle strade intorno alla città di Francoforte.
La fiera del libro di Francoforte nacque nel 1485 ebbe fin da subito un grande successo. Dopo poco tempo divenne il centro tedesco ed europeo di tipografia. Nel 1596 la fiera del libro ospitò novanta tipografi e librai. Nonostante la crescente concorrenza della fiera di Lipsia, Francoforte riuscì a mantenere il primato nel settore. Nel 1604 la fiera d'autunno contava 460 stand, dove venivano commerciate stoffe, seta, pelli, prodotti manifatturieri, gioielli e libri.
L'espansione del protestantesimo nel ducato di Sassonia portò ad un aumento della produzione di letteratura in lingua volgare nel centro tipografico di Lipsia. Già nel 1586 la produzione libraia di Lipsia superava quella di Francoforte. La piazza fieristica di Francoforte venne afflitta dalla censura della chiesa cattolica fino al 1806, mentre Lipsia, che non era sottoposta alla censura cattolica, divenne il centro del Classicismo tedesco e dell'Illuminismo.
Francoforte si sviluppò, invece, come centro commerciale e industriale. Nel 1785 in occasione della fiera d'autunno ebbe luogo il primo volo aereo della Germania. Dalla brughiera di Bornheim volò Jean-Pierre Blanchard con un pallone a idrogeno per 39 minuti sensazionali davanti agli occhi di migliaia di spettatori verso Weilburg an der Lahn. 
La rivoluzione francese coincise con l'inizio di un periodo di crisi per la fiera francofortese, a causa dell'annessione dei terreni ad Ovest del Reno e del Blocco Continentale, emanato da Napoleone Bonaparte nel 1806, che vietava l'attracco in qualsiasi porto sotto il dominio francese di navi inglesi. Anche la fondazione dell'unione doganale tedesca e lo sviluppo dell'industrializzazione ebbero un influsso negativo per le fiere. A partire dal 1830 la fiera di Francoforte esisteva solo sotto forma di luna park, a testimoniare questo periodo viene organizzata ancora oggi la „Dippemess”.

## La libertà di fiera
La libertà di fiera che viene garantita durante ogni fiera comprende una serie di diritti:
•	Qualsiasi persona, cittadino o straniero, può presentare e vendere merci. Qualsiasi cittadino francofortese può offrire alloggio a commercianti stranieri;
•	Qualsiasi persona che si trovava all’interno del regno godeva di protezione durante il trasporto e il viaggio verso la fiera;
•	Tutti i visitatori della fiera godevano di protezione giudiziaria. Questa protezione garantiva ai visitatori la libertà di non essere chiamati in causa in caso di un procedimento giudiziario in corso. Per eventuali arresti durante la fiera, inoltre, era responsabile il tribunale di Francoforte e non quello della città di provenienza;
•	I visitatori, inoltre, potevano, in cambio di un pagamento, essere accompagnati da una scorta, che li proteggeva da eventuali furti durante il viaggio da e per Francoforte. La protezione era tuttavia limitata ad un raggio di cinque miglia intorno alla città.

## Svolgimento della fiera
I quattro giorni precedenti alla fiera erano dedicati alla preparazione dell'evento. In questi giorni la merce veniva disimballata e i primi grandi affari venivano conclusi ancora prima dell'apertura ufficiale. La prima settimana della fiera era la “settimana degli affari”, in cui avvenivano le negoziazioni vere e proprie. Durante la seconda settimana, la cosiddetta “settimana dei pagamenti”, era dedicata al pagamento delle fatture. La fiera era così non solo una piazza d'affari, ma fungeva da termine di scadenza per eventuali pagamenti.
Il Martedì della settimana successiva i mercanti abbandonavano la città accompagnati dalla scorta. Durante la fiera d'autunno i piccoli commercianti agricoli potevano vendere i loro prodotti fino al Sabato della terza settimana. A quel tempo non c'era una luogo fisso o un edificio per la fiera. Essa si svolgeva lungo il fiume Meno, nella piazza del Römerberg, nelle strade dell'attuale centro storico e della zona intorno all'Hauptwache e della chiesa di Nostra Signora.

## Lo sviluppo della fiera in età moderna
A partire dalla fondazione del regno nel 1871 iniziò un nuovo periodo florido per la fiera di Francoforte. La fiera internazionale dell’elettrotecnica del 1891 riuscì ad attirare nuovamente decine di migliaia di visitatori. Anche le prime esposizioni automobilistiche del 1900 e del 1904 ebbero un grande successo. 
In occasione della costruzione della Festhalle, iniziata nel 1907 con la progettazione dell'architetto Friedrich von Thiersch e completata nel 1908, venne fondata la Ausstellung- und Festhallen-Gesellschaft, la società per esposizioni e feste. La Festhalle è in grado di ospitare oltre 18.000 persone.
La fiera internazionale del dirigibile del 1909, dove si poterono ammirare i primi dirigibili, aerei e mongolfiere ospitò 1,5 milioni di visitatori e rappresentò il culmine del successo della fiera antecedente alla Prima Guerra Mondiale.
Negli anni '20 e '30 a causa della crisi economica mondiale fallì il tentativo di rilancio della fiera di Francoforte, dove si svolgevano solo fiere campionarie e successivamente fiere specializzate.
Dopo la Seconda Guerra Mondiale si svolse, nell'autunno 1948, la prima fiera del dopoguerra con l'utilizzo di tende, baracche e sale provvisorie e fu un nuovo successo. Da allora si rincominciarono a svolgere di nuovo regolarmente le fiere di primavera e d'autunno. Nel 1949 si svolse la prima fiera del libro del dopoguerra all'interno della restaurata chiesa di San Paolo. Negli anni successivi venne organizzata nell'odierno centro fieristico, sviluppandosi fino a diventare uno degli eventi internazionali più importanti in ambito letterario.

## Eventi fieristici attuali
Sono numerose le fiere che si svolgono regolarmente a Francoforte e la maggior parte di esse vengono organizzate dall'azienda Messe Frankfurt. Tuttavia più della metà delle fiere organizzate da Messe Frankfurt vengono allestite all'estero. Le singole fiere vengono suddivise da Messe Frankfurt in diverse aree tematiche.
Nell'area Consumer Goods si trovano le seguenti fiere:
Ambiente, Christmasworld, Floradecora, Creativeworld, Paperworld, Tendence e Nordstil.
Nell'area Entertainment, Media & Creative Industries si trovano:
la Musikmesse (Fiera della musica) e la Prolight+Sound.
All'area Mobility & Logistics appartiene Automechanika e oltre quindici eventi organizzati in tutto il mondo tra cui Hypermotion, Materials Handling Middle East e la RailLog Korea.
Nel settore Technology & Production si trovano:
IFFA (fiera internazionale dell'industria della carne), Intersec, Intersec Forum, ISH, Light+Building, Texcare, Zukunft Lebensräume e Cleanzone.
Per il settore Textiles & Textile Technologies:
Heimtextil, GREENshowroom, Ethical Fashion Show, Texworld, Techtextil e Texprocess.
La fiera del libro di Francoforte (Buchmesse), la fiera internazionale dell'auto (IAA), la Achema e la IMEX sono eventi che vengono ospitati nello spazio fieristico di Francoforte, per i quali Messe Frankfurt mette a disposizione gli spazi, le infrastrutture e i servizi fieristici.
Messe Frankfurt è inoltre stata incaricata dal Ministero dell'economia e dell'energia della costruzione e della gestione del padiglione Germania durante la Expo di Milano del 2015. In occasione del tema dell'Expo, “Feeding the Planet, Energy for life“, nel padiglione tedesco rinominato “Fields od Ideas” sono state presentate nuove sorprendenti soluzioni per il futuro dell'alimentazione. Il motto “Be active!” invitava il visitatore stesso, a partecipare ad un viaggio virtuale in volo sulla Germania alla scoperta dei suoi paesaggi. L'invito è stato accettato da oltre tre milioni di visitatori.

## L'attuale società di gestione
La Messe Frankfurt GmbH è uno dei più grandi organizzatori mondiali di fiere. Il gruppo aziendale detiene attualmente una rete di 30 società affiliate e 55 partner commerciali, attraverso i quali è presente in 175 paesi. In oltre 50 sedi nel mondo vengono organizzati eventi “made by Messe Frankfurt”. Nel 2016 Messe Frankfurt ha organizzato 138 fiere ed esposizioni, 87 delle quali all’estero. Nei 592.127 m² di superficie del centro fieristico di Francoforte sono situate dieci padiglioni e due centri congressi. La Festhalle, inoltre, ospita eventi di ogni genere, tra cui concerti di artisti di fama internazionale, ed è una delle più rinomate location di eventi della Germania. L'azienda è pubblica, appartiene al comune di Francoforte per il 60% e allo stato federale dell’Assia per il 40% (dati aggiornati al 2016).
La società è stata fondata nel 1907 dal comune di Francoforte sul Meno insieme a 16 cittadini francofortesi con il nome di Ausstellungs- und Festhallengesellschaft mbH (società per esposizioni e feste a.r.l. ). Il capitale di tre milioni di marchi (equivalenti a circa 17,6 milioni di euro) venne messo a disposizione in parti uguali dal comune e dai privati cittadini. Nel 1917 il comune di Francoforte acquistò la quota privata della società, divenendone socio unico fino al 1950. Tra il 1920 e 1983 la società fieristica era attiva sotto il nome di “Messe- und Ausstellungs-Gesellschaft mbH” (società fieristica ed espositiva a.r.l.). Dal 1951 lo stato federale dell'Assia è consocio della fiera di Francoforte.

## Fonti
- http://www.messefrankfurt.it/2/messe-frankfurt-italia.html Archiviato il 29 gennaio 2017 in Internet Archive.